# География Абхазии

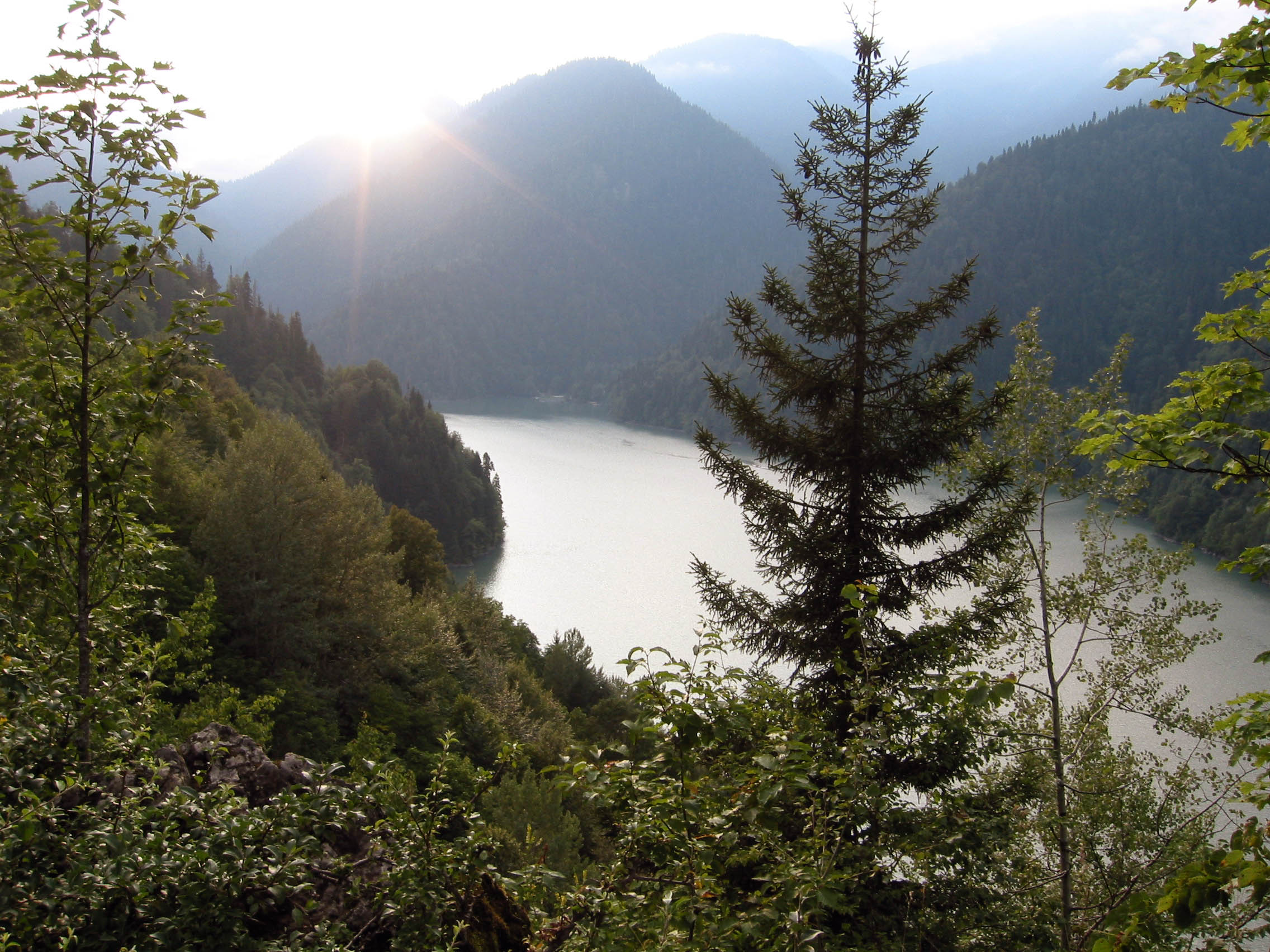
Озеро Рица

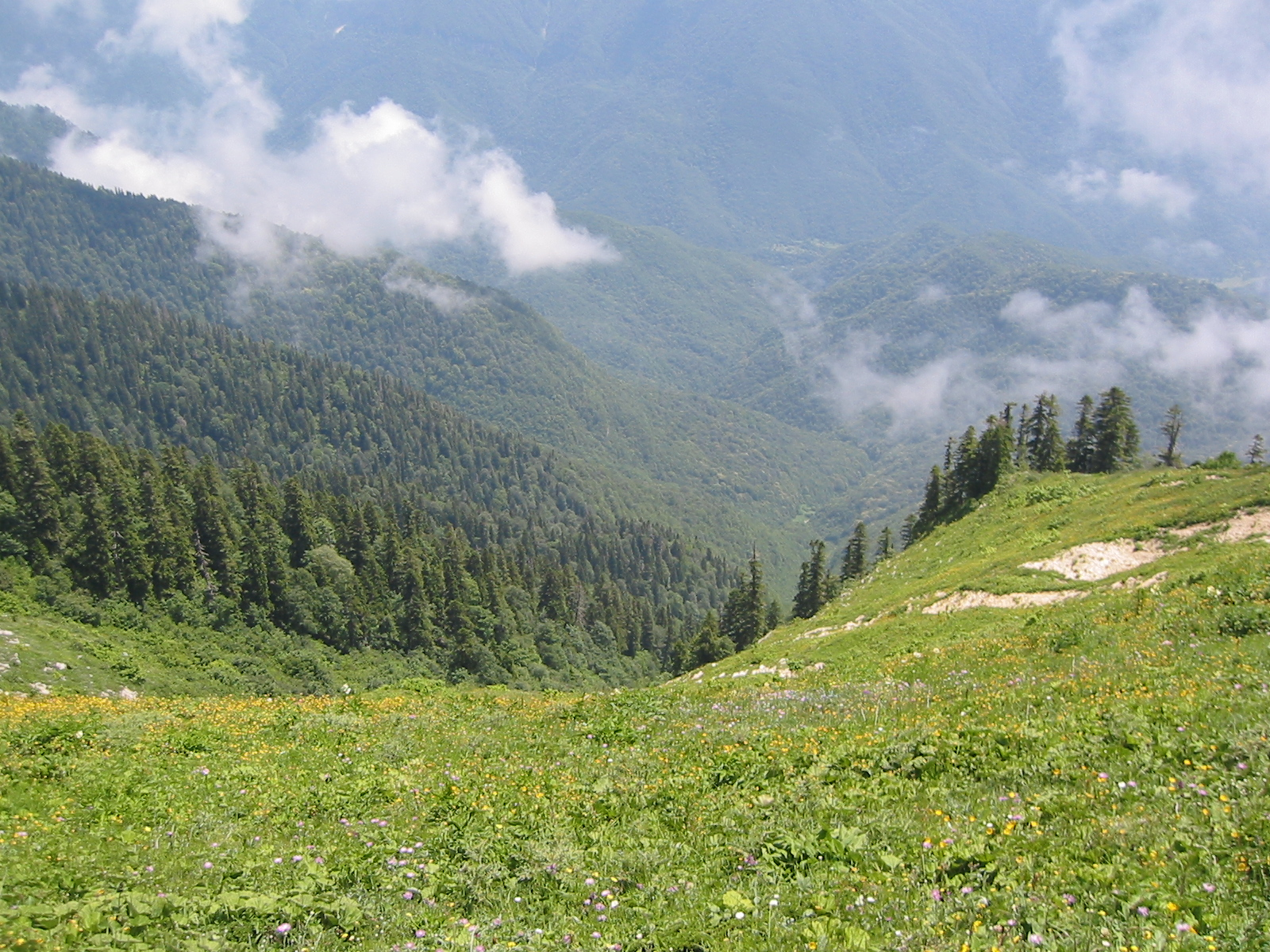
Гагрский хребет

Абхазия расположена в северо-западной части Закавказья между реками Псоу и Ингур, на юго-западе омывается Чёрным морем. Побережье, длиной более 210 км, мало изрезанное, часто встречаются широкие галечные пляжи. На севере граничит с Россией, на востоке — с регионами Грузии, контролируемыми грузинскими властями.
Климат Абхазии уникален и обусловлен её прибрежным положением и наличием высокогорных хребтов.
На побережье климат влажный субтропический. Средняя температура января +5 °C. Средняя температура августа от +26 до +30. Среднее количество осадков — около 1500 мм в год.
В горах четко выражена высотная поясность, что обусловливает большие различия в климате различных горных местностей. Субтропический климат в горах простирается приблизительно до отметки в 400 м. Вечные снега лежат на высоте от 2700-3000 м.
Бо́льшую часть территории республики (около 75 %) занимают отроги Главного Кавказского хребта, ограничивающего Абхазию с севера, — Гагрский, Бзыбский, Абхазский и Кодорский хребты. Наивысшая точка хребта — гора Домбай-Ульген (4046 м). Через Главный хребет в Абхазию ведут перевалы — Клухорский (2781 м), Марухский (2739 м) и другие.
С юго-востока в Абхазию заходит, постепенно сужаясь, Колхидская низменность. Узкая полоса низменности тянется вдоль побережья к северо-западу от реки Кодор. Между горами и низменностями — пояс холмистых предгорий. В Абхазии развиты карстовые явления (пещеры Воронья, Абрскила, Анакопийская и др.). В Абхазии находится самая глубокая карстовая пещера мира — полость Крубера-Воронья (глубина 2080 метров), находящаяся неподалёку от Гагры. В шести километрах от Гагры находится живописная гора Мамзышха.
Реки принадлежат бассейну Чёрного моря. Наиболее значительные из них — Кодор (Кудры), Бзыбь, Кяласур, Гумиста — многоводны, богаты гидроэнергией (потенциальные гидроэнергетические ресурсы свыше 3,5 млн квт). Питание рек преимущественно дождевое и снеговое; имеет место весенне-летнее половодье. В горах расположены озёра Рица и Амткял.
Флора Абхазии включает более 2000 видов растений. Лесами покрыто свыше 55 % площади республики.
| Топографическая карта Абхазии |
| ----------------------------- |
| Топографическая карта Абхазии |

## См.также
- Туризм в Абхазии